# 田納西理工大學
田納西理工大學（英語：Tennessee Technological University）是位於美國田納西州庫克維爾的一所公立大學。

## 历史
創立於1894年。該校以理科類的本科教育為主，但也有農業、文科和護理等其他課程。 2017年《美國新聞與世界報道》的全美大學排名将其列在第220位。

## 外部連結

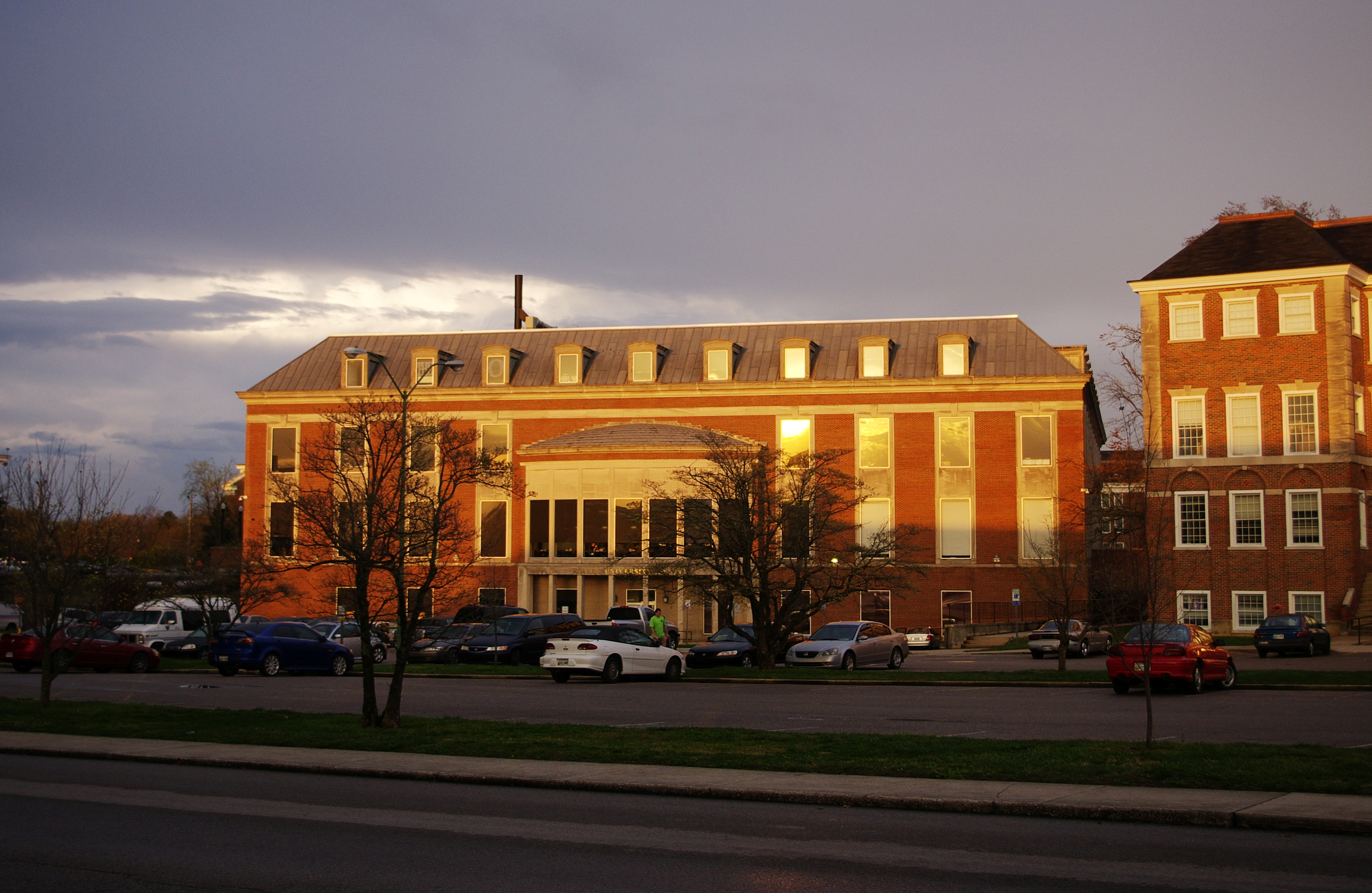
大學建築“Roaden University Center”

- Tennessee Technological University （页面存档备份，存于）
- TTUSports.com （页面存档备份，存于）
- Appalachian Center for Craft （页面存档备份，存于）
- Virtual Tours of TTU Campus （页面存档备份，存于）
- http://orgs.tntech.edu/percussionstudio （页面存档备份，存于）